# Lia Safaryan

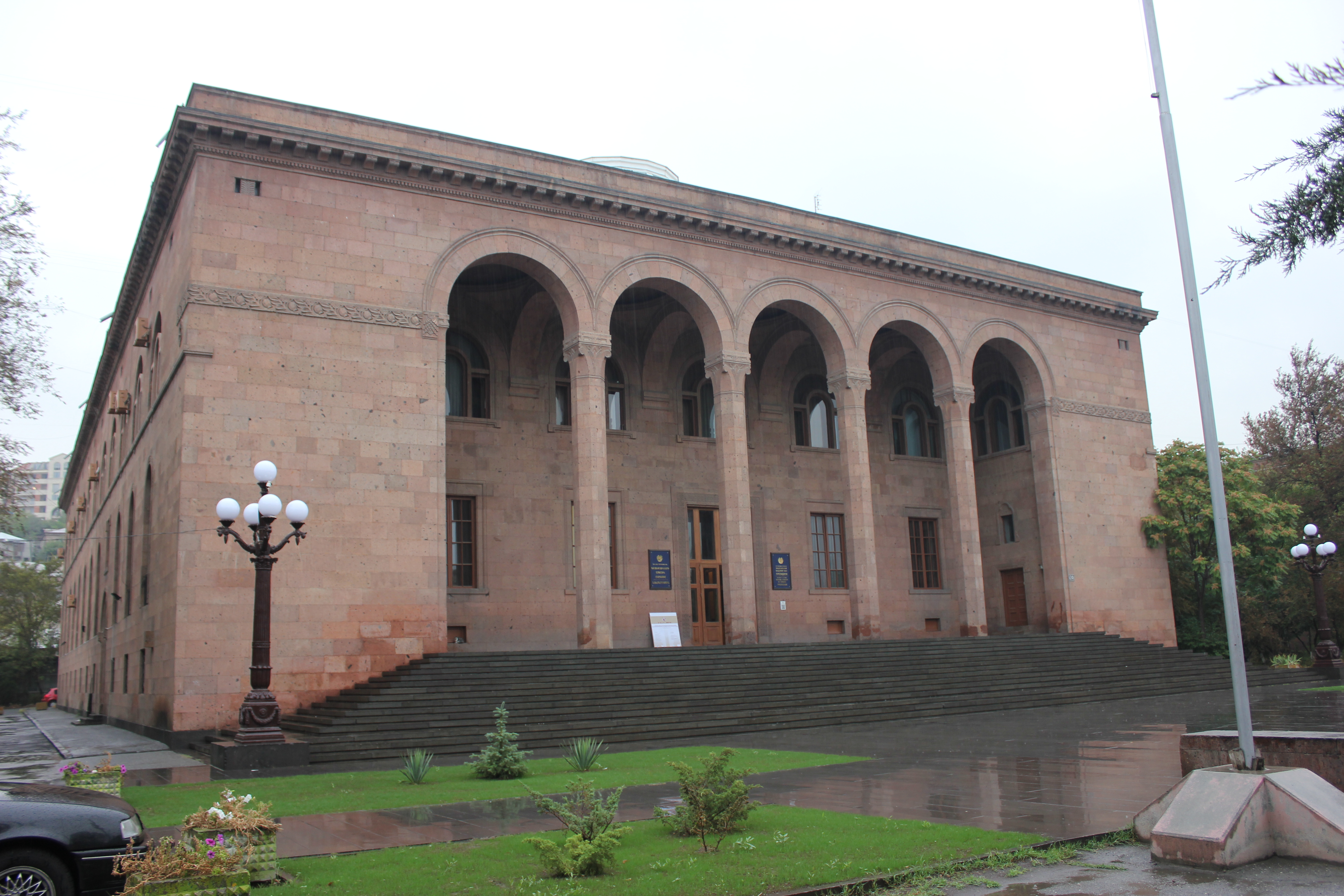
Academia Nacional de Ciencias de Armenia

Lia Safaryán en armenio Լիա Սաֆարյան (Ereván, 27 de mayo de 1932 – Ereván 20 de enero de 2000) fue una arquitecta armenia. Obtuvo el título de Artista Emérita de la URSS.

## Primeros años
Fue hija del Arquitecto Emérito Samvel Safaryán y esposa del Arquitecto Emérito Spartac Jachikián.
En 1957, egresó del Instituto Politécnico de Ereván.

## Trayectoria

### Proyectos construidos como coautora
- Edificio de la Academia de Ciencias de Armenia, en Ereván, Armenia, 1972
- Laboratorio de óptica-mecánica, en Ashtarak, Armenia, 1972
- Chalets de la Casa de Creación Cinematográfica, Dilizhán, Armenia, 1984
- Campamento escolar en Ólguinka, en Tuapsé, Rusia, 1972
- Hospital Mogadiscio, Somalía, 1972

### Ensayos publicados como autora
- “Karo Halabyan”
- “Samvel Safaryan”
- “Makabe Manvelyan”
- “Spartac Knteghtzyan”
- “Unión de Arquitectos de Armenia, Páginas históricas”, antología, 1989
- Libro “Arquitecto”: biografía breve de los miembros de la Unión de Arquitectos de Armenia, 1998 (en ruso)

## Reconocimientos
- Premiada “Mejor construcción del año”, 1984[2]